# Pemuco
Pemuco è un comune del Cile della provincia di Diguillín, nella Regione di Ñuble. Al censimento del 2002 possedeva una popolazione di 8.821 abitanti.

## Società

### Evoluzione demografica
| Censimento del 1992 | Censimento del 2002 |
| 8.413 ab.           | 8.821 ab.           |